# 545651 Lilyjames
545651 Lilyjames este o planetă minoră (asteroid) din centura de asteroizi. A fost descoperită pe 25 septembrie 2011 la  de Norman Falla⁠(d). 
Obiectul prezintă o orbită caracterizată de o semiaxă mare de 3,1209735037694 UAi, o excentricitate de 0,28104741912237, o înclinație de 8,8124547585675 ° în raport cu ecliptica.